# Stora Skörjesjön
Stora Skörjesjön är en sjö i Ronneby kommun i Blekinge och ingår i Vierydsåns huvudavrinningsområde. Sjön är 11,9 meter djup, har en yta på 0,554 kvadratkilometer och befinner sig 60,2 meter över havet.

## Delavrinningsområde
Stora Skörjesjön ingår i det delavrinningsområde (624548-145881) som SMHI kallar för Utloppet av Årsjön. Medelhöjden är 78 meter över havet och ytan är 13,38 kvadratkilometer. Räknas de 4 avrinningsområdena uppströms in blir den ackumulerade arean 56,02 kvadratkilometer. Avrinningsområdets utflöde Vierydsån mynnar i havet. Avrinningsområdet består mestadels av skog (67 %). Avrinningsområdet har 1,24 kvadratkilometer vattenytor vilket ger det en sjöprocent på 9,3 %. Bebyggelsen i området täcker en yta av 0,98 kvadratkilometer eller 7 % av avrinningsområdet.